# Ariadne obscura
Ariadne obscura es una especie de lepidóptero de la familia Nymphalidae, género Ariadne.

## Localización
Esta especie de lepidóptero se localiza en Halmahera y Buru.